# Projeto Estufa
O Projeto Estufas é um projeto de incentivo a agricultura familiar e geração de renda desenvolvido pela Prefeitura Municipal de Boa Vista em Roraima de 2001 a 2006.
O projeto iniciou com quatro estufas e chegou ao total de 208 unidades administradas por famílias da periferia da cidade de Boa Vista, organizadas em cooperativa de produtores, a Cooper Horta .
A iniciativa de gestão da prefeitura consistia em doar as estufas e fornecer assistência técnica tanto para a instalação quanto para produção, além do incentivo ao cooperativismo. Como resultado, tornou a capital roraimense auto-suficiente na produção de legumes e verduras e constituiu-se em importante fonte de renda e emprego. O projeto envolveu 300 empregos permanentes e 700 temporários, nas épocas de colheita.
Pelos resultados apresentados, a Prefeita Teresa Jucá recebeu o Prêmio Prefeito Empreendedor Mário Covas do (Sebrae), por três anos consecutivos, em 2005 (4ª Edição/2005 - Vencedora Estadual na categoria Grandes Cidades), 2004 (3ª Edição/2003 - Vencedora Estadual na categoria Regional) e 2003 (2ª Edição/2002 - Vencedora Estadual na categoria Regional) . Em 2010 o Projeto Estufa foi uma das vinte iniciativas premiadas (dentre 1.477 práticas inscritas, sendo 785 de organizações da sociedade civil e 692 de governos municipais) na 3ª Edição do Prêmio ODM Brasil (Objetivos de Desenvolvimento do Milênio Brasil), conferido pelo Governo Brasileiro e  Programa das Nações Unidas para o Desenvolvimento (PNUD), com coordenação técnica do Instituto de Pesquisa Econômica Aplicada (IPEA) e da Escola Nacional de Administração Pública (ENAP).
O Projeto Estufa constituiu uma de várias iniciativas conjuntas de geração de emprego e renda e de proteção social   na cidade de Boa Vista originadas de um levantamento georreferenciado das condições sócio-econômicas da população boavistense realizado pelo Projeto Braços Abertos. A partir do levantamento inicial, a gestão municipal priorizou e atacou cada um dos principais problemas apontados pela população. Neste contexto, foram desenvolvidos estrategicamente, além do Projeto Estufa, iniciativas como: Projeto Crescer (Prevenção da Violência Juvenil), Projeto Esporte Noite Adentro, Projeto Academia Aberta, Projeto Meninos do Dedo Verde, Projeto Cabelos de Prata, Projeto Guardas-Mirins, Projeto Artcanto, Expresso Saúde, Programa Casa Mãe, Projeto Pati Á, projetos de urbanização e escoamento de pontos de alagamento, aperfeiçoamento da gestão pública, desenvolvimento e capacitação dos servidores públicos das áreas sociais prioritárias, a criação da Agência de Crédito Popular, em parceria com o Banco do Brasil e do Programa de Desenvolvimento Social, junto à Caixa Econômica Federal.